# Jaroslav Mračko
Jaroslav Mračko (* 5. ledna 1958) je bývalý slovenský fotbalista. Po skončení aktivní kariéry působí jako trenér na regionální úrovni.

## Fotbalová kariéra
V československé lize hrál za ZŤS Košice. Nastoupil ve 9 ligových utkáních.

## Ligová bilance
| Ročník                                      | Zápasy | Góly | Klub       |
| ------------------------------------------- | ------ | ---- | ---------- |
| 1. československá fotbalová liga 1980/81    | 9      | 0    | ZŤS Košice |
| 1. slovenská národní fotbalová liga 1981/82 | 5      | 0    | ZŤS Košice |
| CELKEM                                      | 9      | 0    |            |